# Claudio Marini
Claudio Javier Marini (Quilmes, Buenos Aires, Argentina, 15 de mayo de 1972) es un exfutbolista argentino. Jugaba de centrocampista y su primer club fue Racing Club.

## Trayectoria
Comenzó su carrera en el Club América del Norte de Villa Dominico. Luego lo fueron a buscar del Club Sud América, también de Villa Domínico, donde terminó con una gran trayectoria en FADI. 
Pegó un rotundo salto en el año 1990 y cayó en la cancha de Racing Club, donde jugó para el club hasta 1993. En 1994 pasó a Huracán, en donde jugó hasta 1996, cuando regresó a Racing Club. Jugó para el equipo de Avellaneda hasta 1998. Ese año se fue al Colón de Santa Fe, donde se mantuvo hasta el año 2000. 
Entonces se fue a España para formar parte de las filas del CD Numancia de Soria, donde jugó hasta 2003. Ese año se pasó a las filas del CD Leganés, en donde jugó hasta 2004. 
En ese año regresó a la Argentina para formar parte de las filas del Argentinos Juniors, en donde jugó hasta 2005. En 2005 pasó a Lanús. En dicha institución renunció en pleno partido luego de un altercado con la gente, en el que el jugador le devolvió a un hincha de la platea una botellita de agua que le había arrojado.[cita requerida] En 2006 regresó a Huracán, en donde terminó su carrera.

## Clubes
| Club                 | País      | Año       |
| -------------------- | --------- | --------- |
| Racing Club          | Argentina | 1990-1993 |
| Huracán              | Argentina | 1994-1996 |
| Racing Club          | Argentina | 1996-1998 |
| Colón de Santa Fe    | Argentina | 1998-2000 |
| CD Numancia de Soria | España    | 2000-2003 |
| CD Leganés           | España    | 2003-2004 |
| Argentinos Juniors   | Argentina | 2004-2005 |
| Lanús                | Argentina | 2005      |
| Huracán              | Argentina | 2006      |